# Мадагаскарски отровни жаби
Мадагаскарските отровни жаби (Mantella) са род земноводни от семейство Мадагаскарски жаби (Mantellidae).
Таксонът е описан за пръв път от белгийско-британския зоолог Жорж Албер Буланже през 1882 година.

## Видове
- Mantella aurantiaca
- Mantella baroni – Мадагаскарска отровна жаба
- Mantella bernhardi
- Mantella betsileo
- Mantella cowani
- Mantella cowanii
- Mantella crocea
- Mantella ebenaui
- Mantella expectata – Синьокрака мантела
- Mantella haraldmeieri
- Mantella laevigata
- Mantella madagascariensis
- Mantella manery
- Mantella milotympanum
- Mantella nigricans
- Mantella pulchra
- Mantella viridis